# Primo aviere scelto

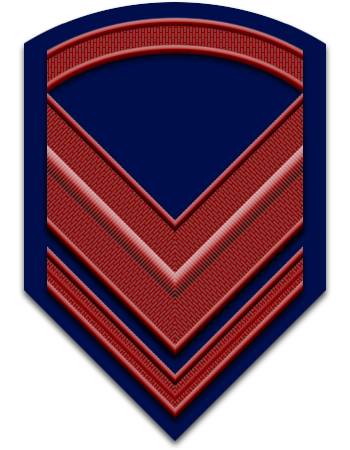
L'insegna di 1º aviere scelto dell'Aeronautica Militare

Il 1º aviere scelto è il quarto grado dei graduati dell'Aeronautica Militare, superiore dell'aviere capo ed inferiore del 1º aviere capo. Il distintivo di grado del 1º aviere scelto è costituito da uno sfondo blu rettangolare con sopra un gallone chiuso ai vertici superiori da un arco dello stesso colore, un gallone ed un galloncino.

## Corrispondenze
| Anni di servizio                                                  | Esercito Italiano | Marina Militare | Aeronautica Militare | Carabinieri |
| ----------------------------------------------------------------- | ----------------- | --------------- | -------------------- | ----------- |
| Alla nomina                                                       |                   |                 |                      |             |
| Dopo 1 anni nel grado precedente. (per i carabinieri dopo 5 anni) |                   |                 |                      |             |
| Dopo 5 anni nel grado precedente                                  |                   |                 |                      |             |
| Dopo 4 anni nel grado precedente                                  |                   |                 |                      |             |
| Dopo 8 anni nel grado precedente                                  |                   |                 |                      |             |